# Isepeolus cortesi
Isepeolus cortesi là một loài Hymenoptera trong họ Apidae. Loài này được Toro & Rojas mô tả khoa học năm 1968.